# Paul Pavlowitch
Cet article possède un paronyme, voir Pavlovitch.
Paul Pavlowitch, né le 5 février 1942 à Nice, est un écrivain, éditeur et journaliste français. Il a été éditeur au Mercure de France, maison d’édition dirigée par Simone Gallimard.

## Biographie
Présenté comme son « neveu » par Romain Gary, Paul Pavlowitch est le fils de Dinah Owczyńska, cousine germaine de Gary, Paul étant donc le petit-cousin de ce dernier. 
Une bourse lui permet de suivre des études de droit à Toulouse et à Paris (1964) ; après l’obtention de la licence, un séjour en université américaine est financé par l’écrivain qui le considère un peu comme son fils. Après avoir été documentaliste au lycée Arago à Paris, Pavlowitch effectue divers « petits boulots » (standardiste, plombier, professeur de droit pour gendarmes, camionneur, peintre en bâtiment, etc.). Dans le même temps, introduit par Gary, il effectue des travaux de réécriture aux éditions Gallimard. Il devient « copiste » puis traducteur de l’anglais pour diverses maisons d’édition.

### L'affaire Émile Ajar
Paul Pavlowitch est célèbre pour avoir endossé, au début des années 1970, le pseudonyme d'Émile Ajar à la demande de Romain Gary, qui désire écrire sous un autre nom ; Paul Pavlowitch incarne ainsi durant huit années l'auteur des romans Gros-Câlin, La Vie devant soi, Pseudo et L'Angoisse du roi Salomon, écrits en réalité par son « oncle ». Émile Ajar obtient le prix Goncourt en 1975, récompense qu’il ne refuse pas finalement. Petit à petit, des journalistes établissent le lien de parenté entre Ajar-Pavlowitch et Romain Gary. Ce dernier imagine alors, avec malice, une confession d'Ajar. Le résultat est Pseudo (1976), un roman mettant en scène un mystérieux oncle, tyrannique, égocentrique, nommé Tonton Macoute où chacun peut reconnaitre Gary. Violent et comique, ce roman analyse les méandres de la création littéraire. 
Mais les liens entre Paul Pavlowitch, qui s'est pris au jeu de l'écrivain, et Romain Gary (qui a signé avec les éditions Mercure de France un contrat pour cinq livres d'Ajar) se dégradent. Ce dernier fait appel à son avocat pour formaliser un arrangement : 40 % de ses droits d'auteur reviennent à Pavlowitch qui, en échange, garantit le secret de l'accord, et signe plusieurs lettres à Romain attestant qu'il n'est qu'une marionnette.
En 1981, peu après la mort de Romain Gary le 2 décembre 1980, Paul Pavlowitch publie un ouvrage sous son nom aux éditions Fayard, L’Homme que l’on croyait, où il donne sa version de l'aventure. Le 30 juin 1981, en prélude à la sortie de cette autobiographie, il fait publier dans un communiqué de l'AFP la véritable identité d'Ajar. Le 3 juillet 1981, il est invité sur le plateau de l'émission littéraire Apostrophes de Bernard Pivot. Un court texte posthume de Romain Gary, Vie et mort d’Émile Ajar (daté du 21 mars 1979), sort dans l'urgence, le 17 juillet.
Un documentaire réalisé par Philippe Kohly pour la télévision française (Le Roman du double), diffusé en 2010, décrit avec sympathie cette histoire peu commune qui suscita en son temps l’hostilité de quelques journalistes et critiques littéraires.

### Œuvre personnelle
Après cette aventure et son premier livre, L’Homme que l’on croyait, Paul Pavlowitch continue à écrire et donne quatre romans aux éditions Fayard. Son septième livre, Tous immortels, est publié aux éditions Buchet-Chastel en 2023. 
Paul Pavlowitch travaille à L'Autre Journal, magazine des années 1980-1990, fondé par Michel Butel. Il enseigne également dans les prisons.

### Vie privée
Paul Pavlowitch est père de deux filles, Anna, directrice littéraire chez Albin Michel, et Julia, directrice des Éditions Phébus et Libretto. Il est le grand-père de trois petits-fils.

## Ouvrages
- L’Homme que l’on croyait, document, Fayard, 1981
- La Peau de l’ours, roman, Mazarine, 1986
- Victor, document, Fayard, 2000
- Céline, roman, Fayard, 2002
- Un autre monde, roman, Fayard, 2004
- Tom, roman, Ramsay, 2005
- Tous immortels, document, Buchet-Chastel, 2023